# Atrasana
Atrasana is een geslacht van vlinders van de familie tandvlinders (Notodontidae), uit de onderfamilie Notodontinae.

## Soorten
- A. basistriga Kiriakoff, 1960
- A. brunneis Viette, 1954
- A. callitoxa (Tams, 1930)
- A. centralis Kiriakoff, 1960
- A. excellens (Strand, 1912)
- A. grisea (Gaede, 1928)
- A. lignea Kiriakoff, 1965
- A. malgassa (Viette, 1955)
- A. nigrosignata Kiriakoff, 1975
- A. olivacea Kiriakoff, 1955
- A. pinheyi Kiriakoff, 1962
- A. postica Walker, 1856
- A. pujoli Kiriakoff, 1964
- A. rectilinea (Gaede, 1928)
- A. uncifera (Hampson, 1910)
- A. vittata Kiriakoff, 1969